# Olympische trap
Olympische trap is een discipline in de schietsport.

## Beschrijving
Bij de olympische trap dienen in de kwalificaties 125 doelen te worden beschoten (5 reeksen van 25) voor mannen en 75 doelen voor vrouwen (3 reeksen van 25). Een maximale score van 125 bij de mannen en 75 bij de vrouwen kan worden behaald in de kwalificaties. In de finale worden 15 extra schoten gedaan. Elke schutter begint opnieuw van nul. Bij een gelijke stand volgt een shoot-out.

## Records
- Wereldrecord mannen: Giovanni Pellielo, 125 punten (1994)
- Olympisch record mannen: Michael Diamond, 124 punten (1996), Alexey Alipov, 124 punten (2004)
- Wereldrecord vrouwen: Jessica Rossi, 75 punten (2012), Corey Cogdell, 75 punten (2013)
- Olympisch record vrouwen: Jessica Rossi, 75 punten (2012)